# Червона Деріївка
Черво́на Дері́ївка — село в Україні, Кам'янському районі Дніпропетровської області. 
Входить до складу Лихівської селищної громади. Населення — 282 мешканці.

## Географія
Село Червона Деріївка примикає до села Березняк, на відстані 1,5 км знаходиться село Новотроїцьке.

## Населення

### Мова
Розподіл населення за рідною мовою за даними перепису 2001 року:
| Мова       | Відсоток |
| ---------- | -------- |
| українська | 96,1 %   |
| російська  | 2,1 %    |
| угорська   | 1,8 %    |

## Інтернет-посилання
- Погода в селі Червона Деріївка [Архівовано 21 грудня 2011 у Wayback Machine.]

1. ↑  Рідні мови в об'єднаних територіальних громадах України — Український центр суспільних даних